# أسامة أبو الخير
أسامة أبو الخير (؟؟؟ - 4 سبتمبر 2017) ممثل مصري.

## عن حياته
اشتهر بعمله في فيلم (همام في أمستردام) عام 1999 مع النجمين محمد هنيدي وأحمد السقا، والذي قدم فيه شخصية «خال همام».

## أعماله
- صاحب صاحبه (2002): عم شمبر
- أصحاب ولا بيزنس (2001)
- حديث الصباح والمساء (2001):درويش البقال
- همام في أمستردام (1999): خال همام

## وفاته
توفي يوم الإثنين 4 سبتمبر 2017 أثناء آدائه مناسك الحج بالأراضي المقدسة.

## روابط خارجية
- أسامة أبو الخير على موقع الدهليز
- أسامة أبو الخير على موقع قاعدة بيانات الأفلام العربية